# Soja Fjodorowna Cholschtschewnikowa
Soja Fjodorowna Cholschtschewnikowa (russisch Зоя Фёдоровна Холщевникова; * 30. Dezember 1920; † 12. Juni 1991) war eine sowjetische Eisschnellläuferin.
Cholschtschewnikowa begann 1934 in der Jugendabteilung von Dynamo Moskau mit dem Eisschnelllauf und wurde mit 16 Jahren im Februar 1937 sowjetische Mehrkampfmeisterin der Juniorinnen. 1944 gewann sie den Titel im Erwachsenenbereich und schlug um einen Zehntelpunkt die etwa gleichaltrige Marija Issakowa, die in den folgenden Jahren zur weltweit erfolgreichsten Eisschnellläuferin wurde und mehrere Weltmeistertitel errang. Erstmals an der Mehrkampfweltmeisterschaft nahmen sowjetische Athletinnen 1948 in Turku teil. Cholschtschewnikowa zählte zum vierköpfigen Aufgebot der UdSSR und belegte hinter ihren Teamkolleginnen Issakowa und Lidija Selichowa Rang drei – die gleiche Reihenfolge gab es bei der sowjetischen Meisterschaft einen Monat später. 
Im Februar 1949 gewann Cholschtschewnikowa sowohl auf nationaler Ebene als auch bei der Weltmeisterschaft Silber hinter Issakowa. Im Rahmen der sowjetischen Vierkampf-Meisterschaft lief sie in 5:29,1 Minuten die schnellste Zeit über 3000 Meter und verbesserte damit den zwölf Jahre alten Weltrekord der Norwegerin Laila Schou Nilsen. Bei der WM war sie über 1000 Meter zeitgleich mit Issakowa die schnellste Sportlerin. Sie setzte ihre aktive Laufbahn bis 1952 fort, gewann aber keine weiteren Medaillen.
Nach ihrem Karriereende arbeitete Cholschtschewnikowa als Trainerin und betreute Mitte der 1950er-Jahre die junge, neu zum Eisschnelllauf gewechselte Inga Artamonowa, die 1957 ihren ersten von vier Weltmeistertiteln gewann. Cholschtschewnikowa starb im Alter von 70 Jahren am 12. Juni 1991 und wurde auf dem Moskauer Friedhof Trojekurowo beigesetzt.

## Statistik

### Mehrkampf-Weltmeisterschaften
Soja Cholschtschewnikowa nahm 1948, 1949 und 1950 an der Mehrkampf-Weltmeisterschaft teil und gewann dabei eine Silber- und eine Bronzemedaille. Die folgende Tabelle zeigt ihre Zeiten – und in Klammern jeweils dahinter ihre Platzierungen – auf den vier gelaufenen Einzelstrecken sowie die sich daraus errechnende Gesamtpunktzahl nach dem Samalog und die Endplatzierung. Die Anordnung der Distanzen entspricht ihrer Reihenfolge im Programm der Mehrkampf-WM zur aktiven Zeit Cholschtschewnikowas.
| Mehrkampf-WM | Mehrkampf-WM | 500 m (in Sekunden) | 3000 m (in Minuten) | 1000 m (in Minuten) | 5000 m (in Minuten) | Punkte  | Platz |
| Jahr         | Ort          | 500 m (in Sekunden) | 3000 m (in Minuten) | 1000 m (in Minuten) | 5000 m (in Minuten) | Punkte  | Platz |
| 1948         | Turku        | 50,7 (3)            | 5:51,5 (4)          | 1:48,2 (4)          | 09:59,6 0(4)        | 223,343 | 3.    |
| 1949         | Kongsberg    | 48,7 (3)            | 5:30,3 (2)          | 1:41,9 (1)          | 09:41,9 0(3)        | 212,890 | 2.    |
| 1950         | Moskau       | 51,0 (5)            | 5:49,1 (8)          | 1:52,8 (4)          | 13:06,5 (14)        | 244,233 | 10.   |

### Persönliche Bestzeiten
Cholschtschewnikowa lief alle ihre persönlichen Rekorde zwischen 1947 und 1949.
| Distanz | Zeit       | Datum            | Ort       |
| ------- | ---------- | ---------------- | --------- |
| 500 m   | 48,7 s     | 12. Februar 1949 | Kongsberg |
| 1000 m  | 1:41,2 min | 1. März 1947     | Gorki     |
| 1500 m  | 2:42,0 min | 20. März 1948    | Kirow     |
| 3000 m  | 5:29,1 min | 30. Januar 1949  | Moskau    |
| 5000 m  | 9:41,1 min | 30. Januar 1949  | Moskau    |